# Фёдоровка (Любинский район)
Фёдоровка — деревня в Любинском районе Омской области, в составе Камышловского сельского поселения .

## География
Находится юго-западнее п. Камышловского на 4 км.

## История
Основана в 1907 году. До 1917 года в составе Тюкалинского уезда Тобольской губернии. В 1926 году действовал сельсовет.

## Население
Динамика численности населения
| 1926 | 1979 | 1989 |
| ---- | ---- | ---- |
| 300  | 351  | 323  |

| 2010 |
| ---- |
| 340  |

## Инфраструктура
В деревне есть ДК, библиотека, ФАП, 2 магазина. На январь 2014 года насчитывалось 108 зданий и сооружений. Вблизи деревни проходит Транссибирская магистраль (1 км от деревни). Вблизи деревни Фёдоровка находится 3 водоёма и завод по производству кирпича фирмы ООО «Прогресс». Близ деревни находится недостроенный аэропорт Омск-Фёдоровка.